# Ежені Ле Соммер
Ежені Ле Соммер (фр. Eugénie Le Sommer) — французька футболістка, яка грає на позиції нападниці мексиканського клубу «Депортіво Толука» і національної збірної Франції. Ле Соммер є однією із найбільш титулованих гравчинь у сучасному жіночому клубному футболі.

## Дитинство
Народилася 18 травня 1989 року в Ґрассі. Ежені була однією з семи дітей у сім'ї, п'ятьох дівчаток та двох хлопчиків. Її батько був поліцейським у відставці, а її мама в юності грала також у футбол.
Ле Соммер почала грати у футбол у віці п'яти років, приєднавшись до жіночої секції ФК «Трелісак». Після чотирьох років перебування в клубі вона приєдналася до дитячої команди клубу «Гермер», що в регіоні Бретань. 

## Кар'єра
Свою кар'єру Ежені Ле Соммер розпочала в жіночій секції одного з найбільших клубів регіону – «Лор'яні». Там Ле Соммер здобула багато нагород в молодіжному складі клубу. В її активі були такі трофеї, як Кубок Федерації 2005 (серед гравців не старше 16 років) та Кубок Виклику 2006 року. 
Закінчивши навчання в академії, вона потрапила в команду «Стад Бріошен». В першому сезоні Ле Соммер зіграла всі 22 матчі в чемпіонаті і забила 4 гола, у другому сезоні також провела всі 22 зустрічі і забила вже 10 голів. Завдяки своїм голам та титулу найкращого бомбардира, Ежені здобула титул кращої футболістки Франції. 
30 червня 2010 року вона офіційно перейшла в  «Олімпік Ліон». 
В сезоні 2010–11 Ле Соммер відкрила свій лік голам в Лізі Чемпіонів. Зробила вона це під час своїх перших двох матчів в єврокубках, а саме на виїзді та вдома проти «АЗ Алкмаар». 
Через десять років Ежені забила свій черговий гол у фіналі жіночої Ліги чемпіонів УЄФА сезону 2019–2020. Тоді це стало вже сьомою загальною перемогою Ле Соммер з «Ліоном» в турнирі та п'ятою поспіль.
Ле Соммер брала безпосередню участь у всіх восьми перемогах команди в ЛЧ і забивала у трьох фіналах (2012, 2018, 2020). 
Ежені Ле Соммер входить в список з п'яти кращих бомбардирок в історії Ліги чемпіонів УЄФА 

## Виступи за збірну
Дебют за національну збірну відбувся 12 лютого 2009 року в матчі проти збірної Ірландії.  Ежені вийшла в тій грі на заміну. Ле Соммер потрапила в заявку збірної Франції на чемпіонат Європи 2009 року, хоча до цього не брала участі в кваліфікації. На Євро вона зіграла всі чотири матчі, в тому числі і матч плей-оф проти Нідерландів. Француженки програли ту гру у серії пенальті, але Ле Соммер  свій 11-метровий удар все ж тоді реалізувала.
З часом Ежені Ле Соммер стала справжнім лідером своєї збірної і кращим її бомбардиром в історії. В активі нападниці майже сто забитих голів в складі «трикольорових».

## Досягнення
Ліги чемпіонів УЄФА
- Переможниця (8): 2010—11, 2011—12, 2015—16, 2016—17, 2017—18, 2018—19, 2019—20, 2021—22

 Жіночий Дивізіон 1
- Чемпіон (13): 2010—11, 2011—12, 2012—13, 2013—14, 2014—15, 2015—16, 2016—17, 2017—18, 2018—19, 2019—20, 2021–22, 2022–23, 2023–24
- Срібний призер (1): 2020—21

 Кубок Франції
- Володарка (8): 2011–12, 2012–13, 2013–14, 2014–15, 2015–16, 2016–17, 2018–19, 2019–20, 2022–23